# 膠冷杉
膠冷杉，英语（Balsam Fir）别名加拿大拔尔散谟树，其名来自拉丁文“abire”耸立的意思。针叶和紫色毬果都有香味，树皮覆盖树脂泡沫，树高大約高25m，深綠光澤、長約25cm的針葉背面有兩條銀色條紋。分佈在北美及極圈附近，生長於寒冷潮濕的山區，和其紫色毬果都具有香味。

## 用途
其树皮切口流出的树脂有麦加香脂和加拿大松油等名称，先常胶加拿大香油。能做治疗喉咙的漱口水，树脂可治疗黏膜炎。可支撑敷剂，来治疗关节炎、切伤和淤伤。能用来贴切片标本，香脂胶可以咀嚼。带树脂的针叶、毬果和冬芽能加进百花香（干燥花瓣和香料的混合物）。白冷杉叔婆树脂可制成斯特拉堡松节油，芽和叶可治祛痰和防腐的银松针油，用语咳嗽剂、气喘吸入剂和化妆品用的松香香料。樹皮切口採集的油樹脂稱為加拿大胶（英語：Canada balsam），常用于黏合光学元件或切片标本。

## 文獻
1. ↑  Farjon, A. . The IUCN Red List of Threatened Species 2013.   [May 2, 2014] （英语）.
2. 1 2  萊斯莉.布倫尼斯. . 貓頭鷹出版社. : 32. ISBN 9579684030.